# Эквадорский ценолест
Эквадорский ценолест (лат. Caenolestes fuliginosus) — вид сумчатых млекопитающих из семейства ценолестовых (Caenolestidae). Научное название вида, лат. fuliginosus — «закопчённый», указывает на тёмный цвет меха животного.

## Описание
Длина тела 11—13 см, хвоста — 11—12 см, вес 16—40 г. Самцы заметно крупнее самок. Голова удлинена. Уши довольно короткие, округлые. Сосков 4.

## Питание
Питается главным образом насекомыми, но может ловить и есть мелких позвоночных и дождевых червей.

## Распространение
Эквадорский ценолест распространён на западе Венесуэлы, севере и западе Колумбии и в Эквадоре. Он населяет прохладные горные леса и альпийские луга Анд, на высоте от 1 500 до 4 000 м над уровнем моря. Ведёт наземный образ жизни. Активен вечером и ночью.

## Классификация
Вид разделяют на 3 подвида:
- Caenolestes fuliginosus fuliginosus (Tomes, 1863)
- Caenolestes fuliginosus centralis Bublitz, 1987
- Caenolestes fuliginosus obscurus Thomas, 1895